# Муссония
Муссония (лат. Moussonia) — небольшой род семейства Геснериевые (лат. Gesneriaceae), включающий в себя 11 видов многолетних наземных трав и полукустарников.

## Этимология названия
Род назван в честь профессора И. Р. А. Муссона (Johann Rudolf Albert Mousson) (1805—1890), французско-швейцарского зоолога-малаколога из Цюриха, Швейцария.

## Ботаническое описание
Многолетние наземные травы или полукустарники; без утолщённых корневищ. Стебли прямые, разветвлённые. Листья супротивные, изофильные. Соцветия пазушные, цимоидный завиток или одиночные цветки. Венчик с длинной трубкой, вздутой в средней части, основание и зев зауженные, отгиб из почти равных долей, красного, оранжевого и жёлтого цвета. тычинок 4, прикреплены к основанию трубки венчика, по длине равны ему или короче; нектарник кольцевидный. Завязь продолговатая цилиндрическая, полунижняя, почти погружённая, с конической верхушкой, рыльце головчатое; столбик тонкий, рыльце очень маленькое, головчатое. Плод — 2-створчатая овальная или яйцевидная сухая коробочка.

## Ареал и климатические условия
Мексика и Панама.

## Хозяйственное значение и применение
Редкое в культуре растение; декоративно-лиственное и красивоцветущее растение для интерьера.

## Агротехника встречающихся в культуре видов
Теплолюбивое растение, которому нужен рыхлый питательный субстрат, правильное освещение и температурный режим, повышенная влажность воздуха.

## Виды
По информации базы данных The Plant List, род включает 14 видов:
- Moussonia adpressipilosa A.Denham ex Ram.-Roa
- Moussonia ampla L.E.Skog
- Moussonia deppeana (Schltdl. & Cham.) Klotzsch ex Hanst.
- Moussonia elegans Decne.
- Moussonia fruticosa (Brandegee) Wiehler
- Moussonia hirsutissima (C.V.Morton) Wiehler
- Moussonia jaliscana (S.Watson) D.L.Denham ex Ram.-Roa
- Moussonia rupicola (Standl. & L.O.Williams) Wiehler
- Moussonia septentrionalis (D.L.Denham) Wiehler
- Moussonia serrulata (C.V.Morton) Wiehler
- Moussonia skutchii (C.V.Morton & D.N.Gibson) Wiehler
- Moussonia strigosa (C.V.Morton) Wiehler
- Moussonia triflora Hanst.
- Moussonia viminalis (Brandegee) Wiehler